# Charles Fort
Charles Fort (Albany, 1874. augusztus 6. – Bronx, 1932. május 3.) amerikai író, a természetfeletti jelenségek egyik első kutatója.

## Élete
Családja holland eredetű volt, apja egy élelmiszerboltban dolgozott, s igen tekintélyelvű személyiség volt: Fort Many Parts című kiadatlan önéletrajzában arról számol be, hogy gyakran fizikailag is bántalmazta. Fort életrajzírója, Damon Knight szerint a később rá jellemző bizalmatlanság a tekintélyuralmi rendszerekkel szemben ezekre a gyerekkori bántalmazásokra vezethető vissza. Fiatalon természettudósnak készült, tengeri kagylókat, ásványokat, madarakat gyűjtött. Kortársai kíváncsinak és intelligensnek írták le, de nem volt jó tanuló. Műveltségét leginkább autodidakta módon szerezte, a világról való tudása java részét kiterjedt személyes olvasmányaiból szerezte. 18 éves korában elhagyta New York-ot, s világ körüli útra indult. Bejárta az Amerikai Egyesült Államok nyugati részét, járt Skóciában és Angliában egész addig, amíg meg nem betegedett Dél-Afrikában. Hazatért, ápolója Anna Filling volt, akit gyermekkora óta ismert. 1896. október 26. házasodtak össze. Anna négy évvel volt idősebb Fortnál.
Fort nagybátyja 1916-ban meghalt, a tőle kapott szerény örökség elegendő volt ahhoz, hogy teljes egészében az írásnak szentelje magát. 1917-ben, egyik fivére, Clarence is meghalt, ugyanezen örökség rá eső részét Fort és Raymond (Fort másik testvére) közt osztották fel. Tíz regényt írt, de ezek közül csupán egy, a The Outcast Manufacturers jelent meg 1909-ben. A kritikai fogadtatás pozitív volt, de a munka nem aratott közönségsikert. 1915-ben két könyvet kezdett írni X és Y címmel. Az első azzal a gondolattal foglalkozott, hogy a Föld történelmét a Marson élő lények irányítják, a második pedig az Antarktiszon fennmaradt ősi, baljós civilizációt írta le. E munkák felkeltették Theodore Dreiser figyelmét, aki megpróbálta megjelentetni őket, de nem járt sikerrel. Fort csalódottságában elégette a kéziratokat, s hamarosan elkezdett dolgozni első sikeres munkáján, a The Book of the Damned-en (1919), amelyet Dreiser segített közzétenni. A munka címe azon "átkozott" információkra, adatokra utalt, amelyekkel a tudomány nem tudott megmagyarázni, ezért vagy elhallgatta vagy figyelmen kívül hagyta őket.
1924 és 1926 közt feleségével Londonban élt, ahol a British Museumban kutatott. Noha Albanyben született, élete java részét Bronxban töltötte. Feleségéhez hasonlóan ő is filmrajongó volt, Ryer Avenue-i lakásukból gyakran látogatták a közeli mozikat. Állandó vendége volt a Fifth Avenue nyilvános könyvtárának, ahol sok órát töltött a világ minden tájáról érkező folyóiratok átnézésével. Sok, elsősorban irodalmár barátja volt, akikkel gyakran tartottak összejöveteleket. Egészségi állapota egyre jobban romlott, munkáját látássérültsége is megnehezítette.
Élete utolsó éveiben Fort egyfajta kultusz középpontjává vált, amelyen kellemesen meglepődött. Gyakran beszéltek egy hivatalos szervezet alapításáról, amely kivizsgálná a Fort könyveiben szereplő megmagyarázhatatlan eseményeket. Jerome Clark így írt erről: "Maga Fort nevetségesnek tartotta ezt az elgondolást, s semmit sem tett a megvalósítása érdekében, ennek ellenére hűségesen levelezett az olvasóival, akik közül sokan maguk is megmagyarázhatatlan jelenségek után kutattak, s megfigyeléseiket elküldték neki". Fort nem bízott az orvosokban, s egészségének romlása ellenére sem keresett orvosi segítséget, ehelyett inkább Wild Talents című kötete befejezésén dolgozott. 1932. május 3.-án rosszul lett, a bronxi Royal Hospitalba szállították. Később ugyanezen a napon meglátogatta a kiadója, hogy megmutassa neki a Wild Talents kefelevonatait. Fort a látogatás után néhány órával meghalt, halála oka feltehetőleg leukémia volt. Több, mint 60 000 feljegyzés maradt a hagyatékában, ez a New York Public Library állományába került.

## Munkássága

### Áttekintés
Fort több, mint harminc éven át járta New York és London könyvtárait, átolvasta a tudományos folyóiratokat, napilapokat és magazinokat, s kijegyzetelte belőlük azon jelenségeket, amelyekre a kor tudománya nem tudott megmagyarázni. Sok ezer ilyen jegyzetet készített élete során. Jegyzeteit kártyákra, papírcetlikre, általában mindenféle fellelhető papírmaradékra írta, s cipősdobozokban tárolta. depressziója miatt többször is megsemmisítette az anyagot, ám mindig újrakezdte a gyűjtést.  Néhány feljegyzést a Fortean Society Doubt magazin tett közzé 1959-ig, a szerkesztő Tiffany Thayer haláláig. Fort halála után jegyzetei a New York Public Library állományába kerültek, ahol mindmáig kutathatóak. Jegyzetei alapján Fort négy könyvet jelentetett meg, ezek: The Book of the Damned (1919), New Lands (1923), Lo! (1931) és a  Wild Talents (1932). Írt egy könyvet a New Lands és a Lo! közt is, de félbehagyta, s az anyagot beolvasztotta a Lo!-ba.

### Stílusa
Fort szerint létezik egy "Szuper Sargasso-tenger", amelybe minden, a Földön megmagyarázhatatlanul eltűnt tárgy és személy kerül. Kortársai csodálták írásai stílusát, sok irodalmár kötött barátságot vele, például Ben Hecht, John Cowper Powys, Sherwood Anderson, Clarence Darrow és Booth Tarkington. Fort halála után az író Colin Wilson annak a gyanújának adott hangot, hogy Fort maga is csupán néhány megmagyarázhatatlan jelenséget vett komolyan az általa lejegyzettek közül, ezt azzal indokolta, hogy sosem törekedett arra, hogy a leírt megfigyelések összességével kapcsolatban sosem kísérelt meg koherens érvelést adni. A "furcsaságok védőszentjeként" említi, s munkásságát összehasonlította Robert Ripley munkásságával, aki kora népszerű karikaturistája és írója volt, s aki nagy sikerrel tálalt hasonló furcsaságokat Ripley's Believe It or Not! című sorozatában. Wilson Fort irodalmi stílusát "szörnyűnek" és "szinte olvashatatlannak" nevezte, ám azt is megjegyezte, hogy "a Fort által leírt tények lenyűgözőek". Véleménye szerint Fort alapelve így szól: akiknek pszichológiai szükségük van a csodákba vetett hitre, azok nem olyan előítéletesek, mint azok, akiknek pszichológiai szüksége van arra, hogy ne higgyenek a csodákban". Fort szkeptikus volt a tudománnyal szemben, s saját, gúnyos magyarázatot írt a megmagyarázhatatlan jelenségekhez, mintegy megvetve a hagyományos módszereket használó tudósokat.

### A Fort által leírt jelenségek
Munkáiban azokat az eseményeket gyűjtötte össze, amelyekre kora tudományossága nem tudott választ adni (és részben a mai tudomány sem képes megmagyarázni e jelenségek egy részét). Ilyen események például a teleportáció (amely kifejezést Fort találta ki), békák, halak, szervetlen anyagok csapadékként való hullása,  spontán emberi égés, gömbvillám (e kifejezés is Fort nevéhez köthető), poltergeist, megmagyarázhatatlan zajok, robbanások, levitáció, eltűnések, UFO-észlelések, óceánokban látott hatalmas fényjelenségek, hirtelen felbukkanó tárgyak és emberek, stb. Ő volt az egyik első kutató, aki földönkívüliek emberrablásaival magyarázta emberek érthetetlen eltűnését és hirtelen felbukkanását. A földön kívüli élet lehetőségének egyik korai támogatója volt, munkáiban kifejezetten sokszor utalt arra, hogy az égbolton látott furcsa fények és tárgyak idegen civilizációk űrhajói lehetnek.

### A "forteánusok"
Fort munkássága sok embert arra ösztönzött, hogy "forteánusnak" tartsa magát. A legelső forteánus a forgatókönyvíró Ben Hecht volt, aki a The Book of the Damned-ről készített recenziójában így írt: "Charles Fort első tanítványa vagyok... a továbbiakban forteánusnak vallom magam". Fort egyéb figyelemreméltó rajongói közt szerepelt John Cowper Powys, Sherwood Anderson, Clarence Darrow és Booth Tarkington, akik a New Lands előszavát írták.
Az, hogy mit foglal magába a "forteánus" kifejezés, mindmáig vita tárgyát képezi: a kifejezést széles körben alkalmazzák azokra az emberekre, akik elkötelezettek Fort munkamódszerei és az általa vallott értékek mellett – de azokra is, akik nyíltan és aktívan elfogadják a paranormális jelenségek létét, sokszor oly módon is, amellyel Fort esetleg nem értett egyet. Általánosságban véve a forteánusok széles körű érdeklődést mutatnak a megmagyarázhatatlan jelenségek iránt, mely jelenségek elsősorban a természeti világgal kapcsolatosak. Hecht szerint forteánusnak lenni egy a hatalom minden formájával szembeni bizalmatlansággal. A Fortean Society-t New York-ban, a Savoy Plaza Hotelben 1931. január 26. alapította Fort néhány barátja, köztük olyan jelentős írók mint Theodore Dreiser Alexander Woollcott, és Tiffany Thayer. Az alapító testületben Dreiser, Hecht, Tarkington, Powys, Aaron Sussman, a korábbi Puck szerkesztője Harry Leon Wilson, Woollcott és J. David Stern, a The Philadelphia Record kiadója volt. A Fortean Society aktív tagjai közé tartoztak később olyan kiemelkedő tudományos-fantasztikus írók is, mint Eric Frank Russell és Damon Knight. Fort maga elutasítóan állt a társasághoz, s nem fogadta el a felajánlott elnöki tisztet, az elnök így barátja, Theodore Dreiser lett.
A Fortean Times magazin (első megjelenés: 1973. november) a forteánus újságírás legfontosabb fóruma, ötvözi a humort, a szkepticizmust és a komoly kutatásokat olyan témákban, amelyekkel a tudósok gyakran nem foglalkoznak. Egy másik csoport az International Fortean Organization (INFO), amelyet 1965-ben alapított két író-testvér, Ron Willis és Paul Willis, akik megszerezték a Fortean Society anyagainak jó részét, amely Tiffany Thayer 1959-es halálával megszűnt. Az INFO Science and the Unknown címen folyóiratot jelentet meg, s rendszeresen megszervezi a FortFest-et, a világ első, rendszeresen megtartott, Charles Fort munkásságának szentelt konferenciasorozatát. Több CD-t és DVD-t is megjelentettek a konferenciák előadásairól, az előadók többek közt Colin Wilson, John Michell, Graham Hancock, John Anthony West, William Corliss, John Keel és Joscelyn Godwin voltak. További említésre méltó forteánus társaságok a londoni London Fortean Society, az edinburghi Edinburgh Fortean Society és az Isle of Wight.

### Munkássága tudományos értékelése
Fortot olyan vallástudósok, mint például Jeffrey J. Kripal és Joseph P. Laycock elismerik a paranormális tevékenységek úttörő teoretikusaként, olyan kutatónak tartják, aki segített a "paranormális" kategóriáját meghatározni, s betekintést nyújtott annak jelentőségére az emberi tapasztalás szempontjából. Noha maga Fort folyamatosan kritizálta azokat, akik a rendellenes jelenségeket tudományos módszerekkel vizsgálták, munkái ma is relevánsak azok számára, akik ilyen irányú kutatásokat végeznek.

## Hatása
Több mai tudományos-fantasztikus és más műfajban alkotó szerzőre is komoly hatást gyakorolt Fort munkássága. John Michell angol filozófus Introduction to Lo! címmel jelentetett meg tanulmányt 1996-ban. Stephen King több alkotásán is érezhető Fort hatása, kivált az It és a Firestarter címűekben, ez utóbbiban a pirokinetikusan tehetséges gyermek szüleinek azt tanácsolják, hogy a gyermekorvos Benjamin Spock munkái helyett Charles Fort műveit tanulmányozzák. Lorin Coleman, az ismert kriptozoológus a The unidentified (1975) című munkáját Fortnak dedikálta. Ő a szerzője a Mysteroius America című munkának is. E két könyvet a Fortean Times című lap "forteánus klasszikusnak" nevezte. Coleman szenvedélyesen tiltakozott a vietnámi háború ellen, s pacifista elképzeléseit Fort gondolataira alapozta. Coleman magát mint "szkeptikus forteánust" jellemezte. Több fantasztikus író, köztük Philip K. Dick, Robert Heinlein és Robert Anton Wilson szintén Fort rajongói voltak. Alfred Bester The Stars My Destination című, a teleportációval foglalkozó regénye tisztelettel üdvözölte a kifejezés megalkotóját a fiktív teleportációs szerkezet, a "Charles Fort Jaunt" elnevezésével. Fort munkáját, a rendellenes jelenségek kutatását, összegyűjtését és kommentálását William R. Corliss végezte, akinek saját kiadású könyvei naprakészen tartották Fort gyűjteményét.
1939-ben Eric Frank Russell először publikálta Sinister Barrier című regényét, amelyet bevallottan Fort hatására írt, s néhány adatát is belefoglalta művébe. Ivan T. Sanderson skót természettudós és író szintén Fort hatására jelentetett meg több, szintén megmagyarázhatatlan jelenségekkel foglalkozó munkát, például a Things(1967); More Things (1969). Louis Pauwels és Jacques Bergier The Morning of the Magicians című híres könyvét szintén erősen befolyásolta Fort munkássága, neve számos helyen feltűnik a kötet lapjain. Joe Milutis Failure, a Writer's Life on Charles Fort című munkája egy rövid fejezetében Fort prózáját "csaknem olvashatatlannak, de furcsa módon izgalmasnak" nevezte.
Lionel Fanthorpe angol forteánus és a paranormális jelenségek kutatója egy televíziós sorozatot mutatott be a Channel 4 brit tévécsatornán. Paul Thomas Anderson Magnolia (1999) című filmje témáját az 1920-as és az 1930-as évek megmagyarázhatatlan eseményei szolgáltatták. Loren Coleman forteánus egy könyvében egész fejezetet szentelt a filmnek, címe: The Teleporting Animals and Magnolia. A filmben számos, Fort-hoz köthető téma bukkan fel, például a béka-eső. Az egyik jelenetben Fort egy könyve látható egy könyvtár asztalán. A 2011-ben készült  The Whisperer in Darkness című filmben Charles Fort szerepét Andrew Leman játssza.
Fredric Brown Compliments of a Fiend című regénye egy részletet tartalmaz Fort Wild Talents című munkájából. Ebben Fort két, Ambrose nevű ember eltűnését írja le, s csodálkozva jegyzi meg: "valaki Ambrose-ket gyűjt?" Brown regénye az Ambrose nevű karakter eltűnéséről szól, az emberrabló "Ambrose-gyűjtőnek" nevezi magát, ami nyilvánvaló tisztelgés Fort előtt.

## Művei
Fort munkái számtalan utánközlést értek meg, a lista csak az első kiadások adatait tartalmazza.
- Many Parts (1901, kiadatlan önéletrajz)
- The Outcast Manufacturers (1909)
- The Book of the Damned (1919)
- New Lands (1923)
- Lo! (1931)
- Wild Talents (1932)

### Posztumusz
- The Books of Charles Fort (1941)
- Complete Books of Charles Fort, Dover Publications, New York City, 1998, ISBN 0-486-23094-5
- The Book of the Damned: The Collected Works of Charles Fort, New York City, 2008, ISBN 978-1-58542-641-6

## Magyarul megjelent művei
Magyarul Charles Fort egyetlen kötete sem jelent meg. New Lands című kötetéből a Galaktika 22. száma közölt szemelvényeket 1976-ban Új földek címmel, The Book of the Damned című kötetéből 1988-ban jelent meg néhány részlet a Kuczka Péter által szerkesztett UFO-k és elsüllyedt világok című antológiában, Elátkozottak könyve címmel.

## Külső hivatkozások
- International Fortean Organization honlapja
- Charles Fort Institute
- Fort munkái a gutenberg.org-on
- Fort által írt, illetve róla szóló munkák az archive.org-on
- A Book of the Damned audiobook formátumban
- A Book of the Damned online kiadása
- A New Lands online kiadása
- A Lo! online kiadása
- A Wild Talents online kiadása
- A Many Parts fennmaradt részleteinek online kiadása
- A The Outcast Manufacturers online kiadása

## Fordítás
- Ez a szócikk részben vagy egészben  a   Charles Fort című angol Wikipédia-szócikk ezen változatának fordításán alapul.  Az eredeti cikk szerkesztőit annak laptörténete sorolja fel. Ez a jelzés csupán a megfogalmazás eredetét és a szerzői jogokat jelzi, nem szolgál a cikkben szereplő információk forrásmegjelöléseként.